# Crocidura obscurior
Crocidura obscurior es una especie de mamífero de la familia Soricidae endémica de África. Se encuentra en Ghana, Costa de Marfil, Guinea, Liberia y Sierra Leona.